# Geoffry Hairemans
Geoffry Hairemans (Wilrijk, 21 de octubre de 1991) es un futbolista belga que juega como mediocampista en el Royal Antwerp F. C. de la Primera División de Bélgica.
Su hermano gemelo Dimitri Hairemans también es futbolista.

## Clubes
| Club                 | País         | Año       |
| -------------------- | ------------ | --------- |
| Royal Antwerp F. C.  | Bélgica      | 2009-2010 |
| De Graafschap        | Países Bajos | 2010-2011 |
| Lierse SK            | Bélgica      | 2012-2014 |
| KV Turnhout (cedido) | Bélgica      | 2013-2014 |
| KSK Heist            | Bélgica      | 2014-2015 |
| KFC Dessel Sport     | Bélgica      | 2015      |
| Royal Antwerp F. C.  | Bélgica      | 2015-2019 |
| KV Mechelen          | Bélgica      | 2019-2025 |
| Royal Antwerp F. C.  | Bélgica      | 2025-     |